# عبدالرحمن الرافعی
عبدالرحمن الرافعی (عبد الرحمن الرافعی؛ ۸ فوریهٔ ۱۸۸۹ – ۳ دسامبر ۱۹۶۶) یک مورخ مصری است که به پژوهشگر دوره‌های مختلف جنبش ملی در تاریخ مصر جدید معروف است. از معروفترین آثار وی ۱۵ جلد کتاب در زمینه تاریخ است که در آن وقایع اواخر قرن ۱۸ تا دهه پنجاه قرن ۱۹ را به رشته تحریر درآورده است. رافعی فارغ‌التحصیل دانشسرای حقوق خدیویه در سال ۱۹۰۸ می‌باشد.

## خانواده
عبد الرحمان الرافعی متعلق به یک خانواده سرشناس مصری است که ریشه آن‌ها به خلیفه دوم عمر بن الخطاب بر می‌گردد. اجداد نزدیک وی در سال‌های ابتدایی حکومت محمد علی از شام به مصر مهاجرت کرده‌اند. اکثر افراد خانواده وی اهل علم و قضاوت بوده‌اند. در چنین فضایی عبد الرحمان در محله خلیفه در قاهره به دنیا آمد و تحت سرپرستی پدرش شیخ عبداللطیف که به کار قضاوت اشتغال داشت بزرگ شد. برادر وی امین الرافعی خبرنگاری نابغه در سه دهه اول قرن بیستم بود که در سال ۱۹۲۷ در سنین جوانی در حالی که زندگی اش مملو از ثبات قدم و ایستادگی به هر قیمت در مسیر حق بود وفات یافت.

## تحصیلات
عبد الرحمان الرافعی بخشی از دوران تحصیلش را در مدارس دولتی قاهره گذراند و سپس بدنبال انتقال پدرش به اسکندریه او نیز تحصیلاتش را در مدارس این شهر ادامه داد تا اینکه در سال ۱۹۰۴ موفق به اخذ دیپلم گردید. با بازگشت خانواده به قاهره، او به مدرسه حقوق رفت و سرانجام در سال ۱۹۰۸ تحصیلاتش در زمینه حقوق را به پایان برد. در همان زمان جنبش ملی به‌رهبری مصطفی کامل که در حال رشد و گسترش بود روی او تأثیر گذاشت و باعث شد که به این جنبش بپیوندند.

## عقاید
الرافعی بشدت معتقد به رابطه بین تاریخ ملی با آگاهی ملی از یک طرف و رشد و پیشرفت حکومت ملی از طرف دیگر بود. او اولین کسی بود که در مصر و جهان عرب به جنبش همکاری برای پیشرفت کشاورزی و ارتقاء سطح زندگی روستائیان به عنوان شرط پیشرفت اقتصادی و اجتماعی و تقویت مبانی استقلال سیاسی فراخوان داد و اولین کسی بود که به پیوند روستاها با جنبش صنعتی سازی و نظام آموزش عمومی در یک مجموعه کامل برای رشد و همچنین حمایت از استقلال ملی همه‌جانبه فراخوان داد. او فعالیت سیاسی اش را در سال ۱۹۰۷ هنگامی که به حزب ملی برهبری مصطفی کامل پیوست آغاز نمود.

## فعالیت‌های مطبوعاتی و حقوقی
الرافعی پس از فارغ‌التحصیل شدن از دانشسرای حقوق به کار وکالت پرداخت و پس از مدتی در روزنامه اللواء وابسته به حزب ملی به کار نویسندگی مشغول شد و به این ترتیب زندگی مطبوعاتی وی شروع و در ارتباط با محمد فرید یکی از رهبران بزرگ آن زمان قرار گرفت که این ارتباط تا پایان عمر محمد فرید در سال ۱۹۱۹ ادامه داشت. کار الرافعی در زمینه مطبوعاتی مدت زیادی دوام نیاورد و او مجدداً به کار وکالت بازگشت و با یکی از همکارانش یک دفتر وکالت باز کرد و در عین حال در اوقات فراغتش به تألیف کتاب مشغول شد. او اولین کتابش بنام «حقوق مردم» را در سال ۱۹۱۲ به رشته تحریر درآورد. هدف او از تألیف این کتاب این بود که حول حقوق مردم و چگونگی باز پس‌گیری این حقوق و تضمین پایدار بودن آن‌ها بحث کند. وی در سال ۱۹۱۴ دومین کتابش بنام «اتحادیه‌های تعاونی کشاورزی» را با هدف فعال کردن جنبش تعاونی در مصر تألیف کرد.

## شرکت در مبارزه علیه اشغالگری
با شروع انقلاب در سال ۱۹۱۹ الرافعی فعالانه در آن شرکت کرد و فقط به فعالیت سیاسی علیه اشغالگری اکتفا نکرده و به جهاد مسلحانه روی آورد. بر اساس گفته مصطفی امین، الرافعی عضو مهمی در ارگان‌های مخفی انقلاب بود و به استفاده از زور برای وادار کردن اشغالگر به ترک کشور فراخوان می‌داد.

## فعالیت‌های سیاسی
الرافعی در اولین انتخاباتی که در سال ۱۹۲۳ بر اساس قانون اساسی صورت گرفت شرکت کرده و خودش را کاندیدا کرد و پس از پیروزی، ریاست فراکسیون مخالف را در پارلمان بعهده گرفت. وی در دوره‌های بعدی نیز در مقاطعی به عنوان عضو پارلمان انتخاب گردید. الرافعی همچنین مدتی عضو مجلس سنای مصر بود و در سال ۱۹۴۹ نیز به عنوان وزیر در دولت ائتلافی مصر منصوب گردید ولی چون اقداماتش خلاف منافع اشغالگر بود، مدت زیادی در این پست دوام نیاورد. بعد از انقلاب ۱۹۵۲ در تنظیم قانون اساسی شرکت کرد و مدتی نیز رئیس سندیکای وکلای مصر بود. یکی دیگر از جنبه‌های فعالیت الرافعی نوشتن سرمقاله در مطبوعات بود که در آن علناً دعوت به به‌کارگیری زور در مقاومت علیه اشغالگری می‌کرد.

## درگذشت
الرافعی در اواخر عمر به بیماری شدیدی مبتلا شد که دو سال طول کشید و سرانجام در ۳ دسامبر سال ۱۹۶۶ درگذشت.